# Piazza Virgiliana

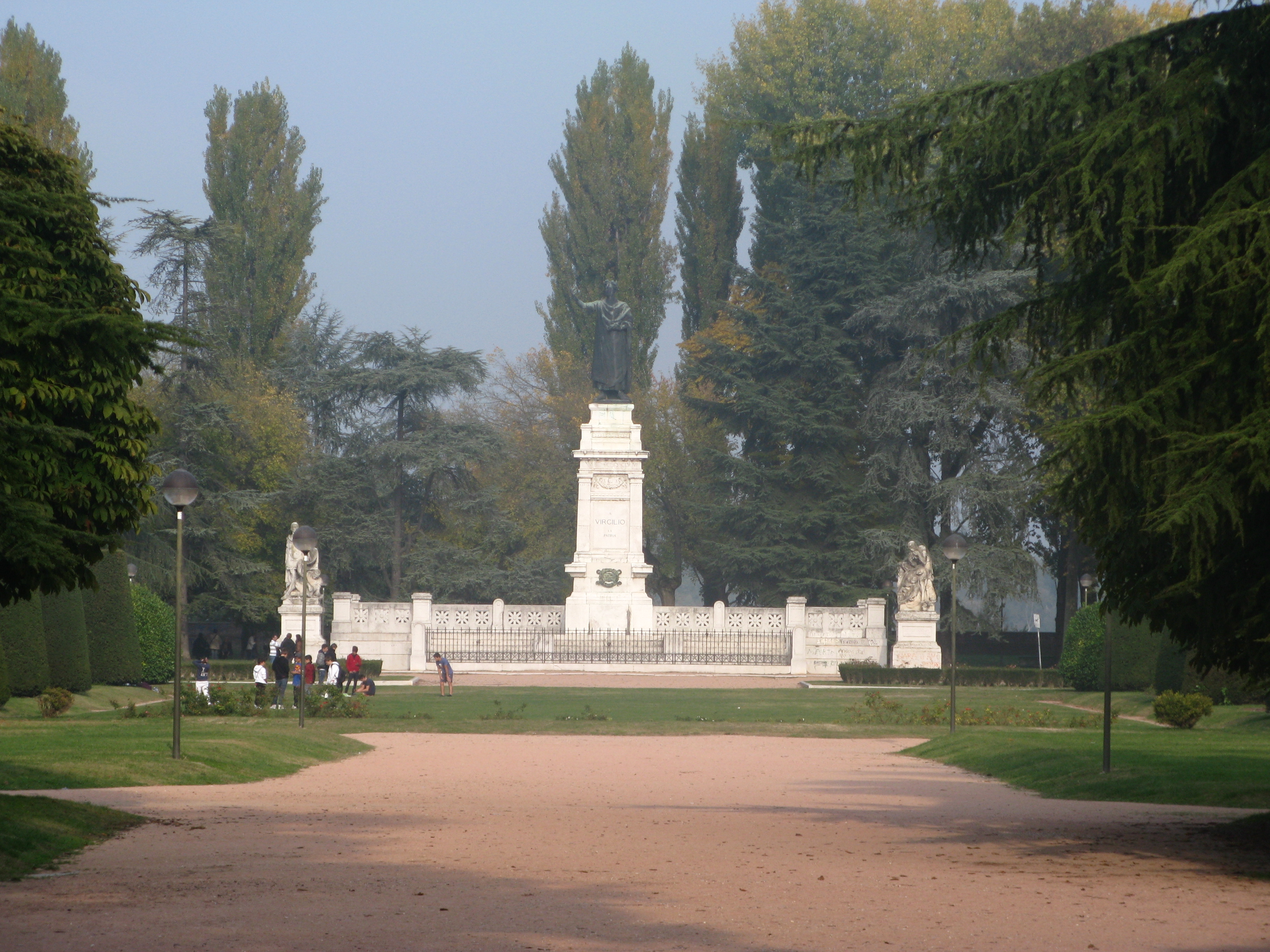
Vergil-Denkmal (Piazza Virgiliana)

Die Piazza Virgiliana ist eine weitläufige Grünanlage in der Stadt Mantua, die 1797 vom französischen General Sextius Alexandre François de Miollis zu Ehren des lateinischen Dichters Vergil in Auftrag gegeben wurde.

## Geschichte
Zur Zeit der Gonzaga wurde das heutige Gebiet des Platzes von den Wassern des Lago di Mezzos überflutet und vom Hafen der Ancona von Sant’Agnese eingenommen, der seinen Namen von dem später zerstörten Kloster gleichen Namens ableitete, das am Ufer stand. Dieser wurde von einem Damm durchquert, auf dem die Kirche Santa Maria dell’Argine errichtet wurde.
Mit der Zeit versumpfte das Gebiet und man begann, den alten Hafen in einen Platz zu verwandeln. Im Laufe des 18. Jahrhunderts wurde die Ancona nach und nach aufgefüllt, wobei auch die Trümmer der abgerissenen oder renovierten Gebäude der Stadt verwendet wurden. Zu Ehren des Dichters Vergil erhielt der Platz in den Arginen den Namen Virgiliana. Die Arbeiten wurden von dem französischen General François de Miollis im Jahr 1797 abgeschlossen, der die Stadtverwaltung von seinem Projekt überzeugte. Die Gestaltung des Platzes wurde dem Architekten Paolo Pozzo anvertraut, der sich die französischen Gartenplätze mit vier Reihen hoher Bäume zum Vorbild nahm.

### Das Virgil-Denkmal
Im Jahr 1919 wurde das heutige Denkmal aus Carrara-Marmor nach einem Entwurf des Architekten Luca Beltrami errichtet. Es trägt eine große Bronzestatue des Mailänder Bildhauers Emilio Quadrelli (1863–1925). Zu beiden Seiten der Bronzestatue von Virgil befinden sich zwei Marmorgruppen, die die Heroische Dichtung und die Pastorale Dichtung darstellen. Die endgültigen Kosten beliefen sich auf über eine Million Lire: 400.000 Lire, die das fünfzig Jahre zuvor gegründete Komitee gesammelt hatte sowie Beiträge der Stadt Mantua und des italienischen Staates.

## Andere Gebäude auf dem Platz
Auf der Piazza Virgiliana befinden sich auch die Gebäude des Museo Diocesano Francesco Gonzaga und des Ospedale Grande di San Leonardo.

## Bilder

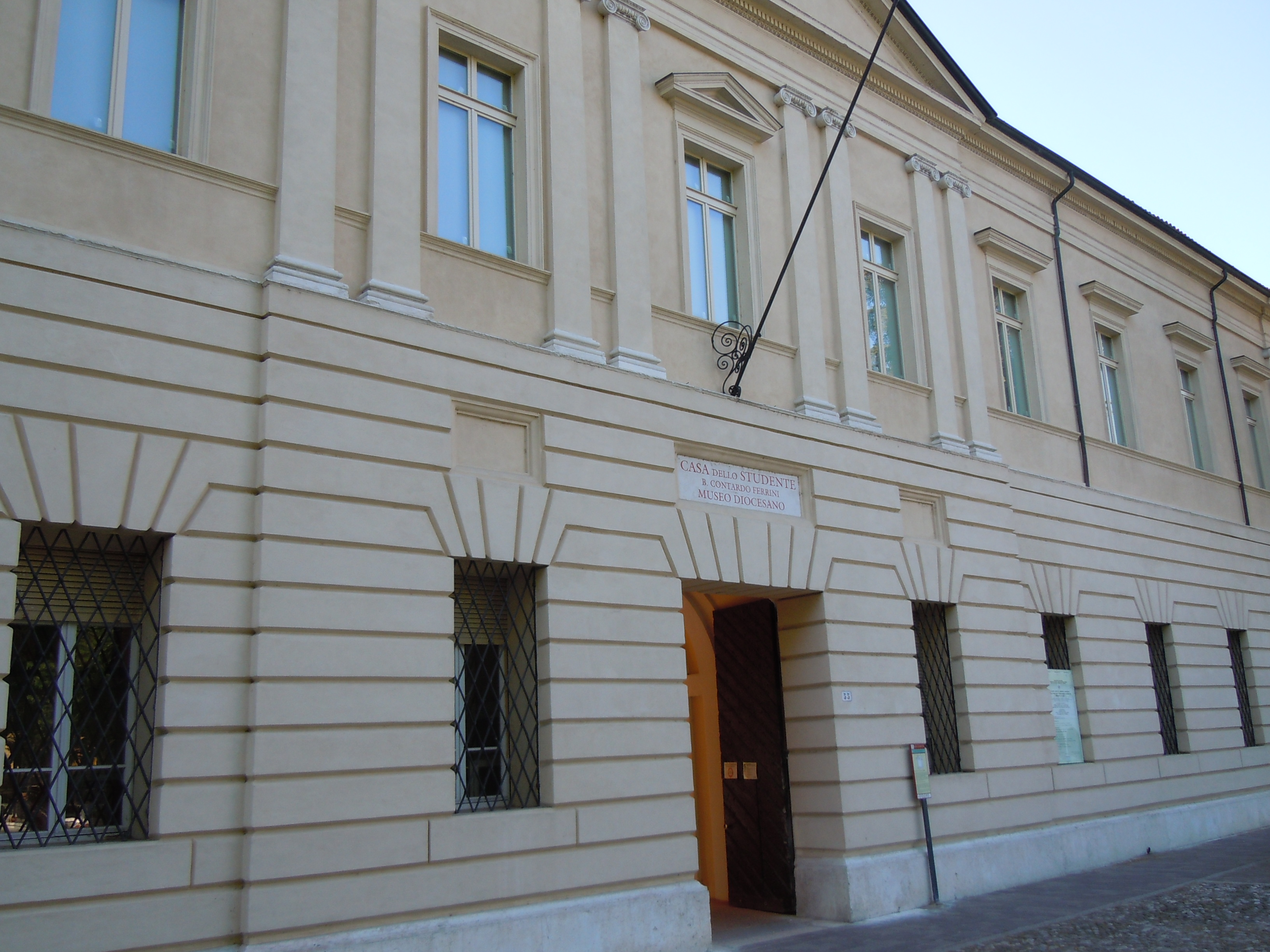
Museo Diocesano Francesco Gonzaga
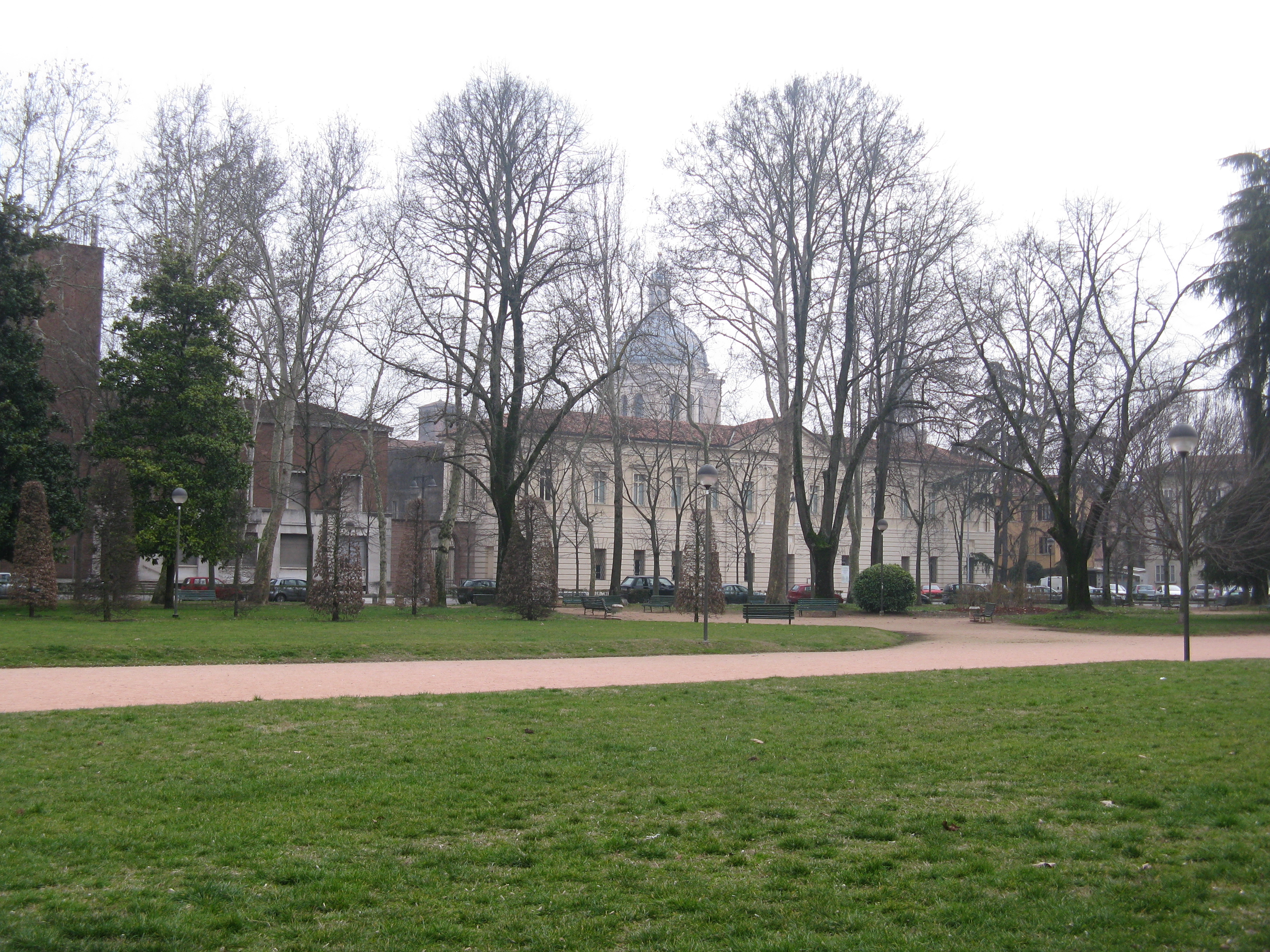
Piazza Virgiliana
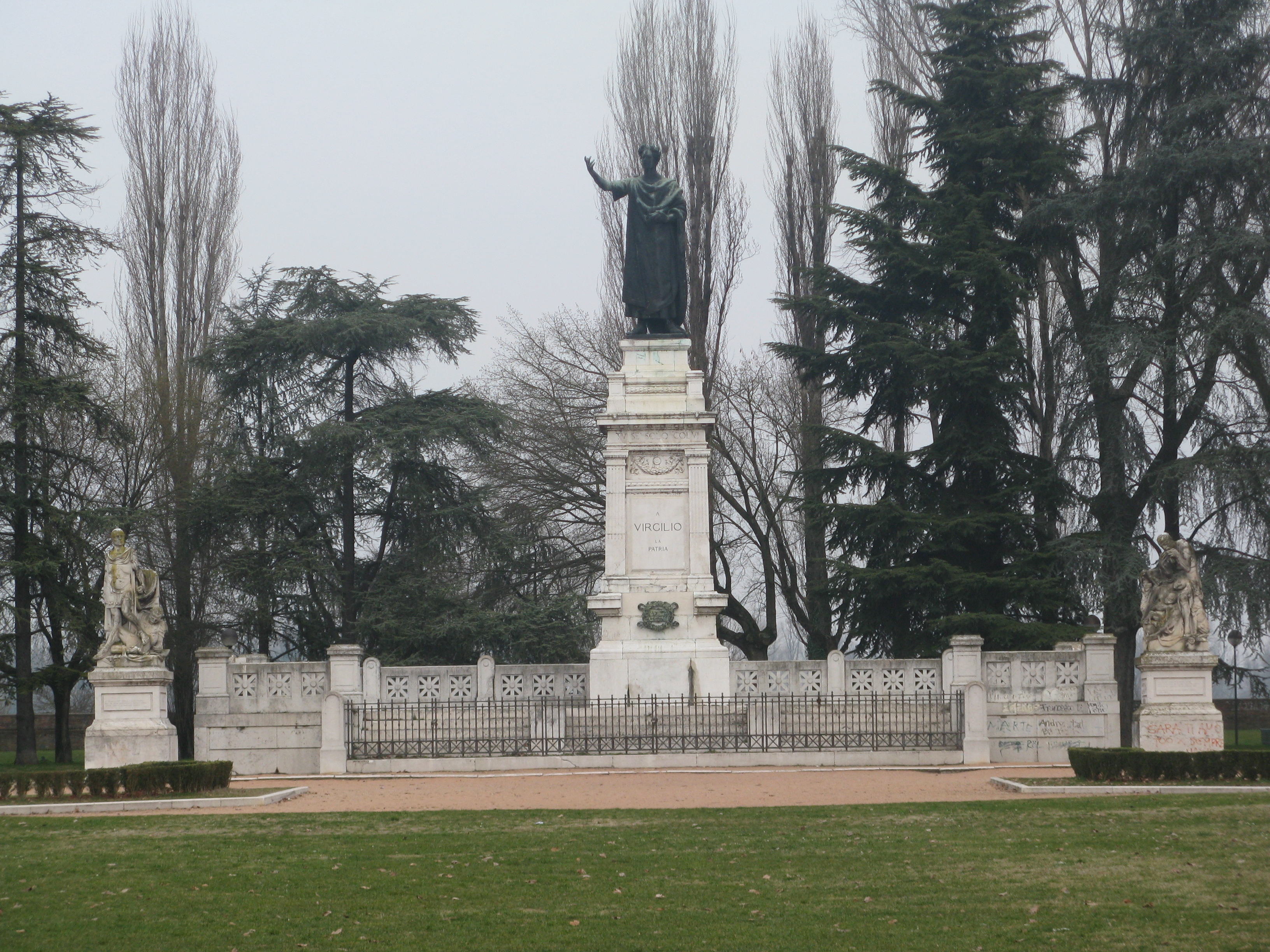
Monumento a Virgilio
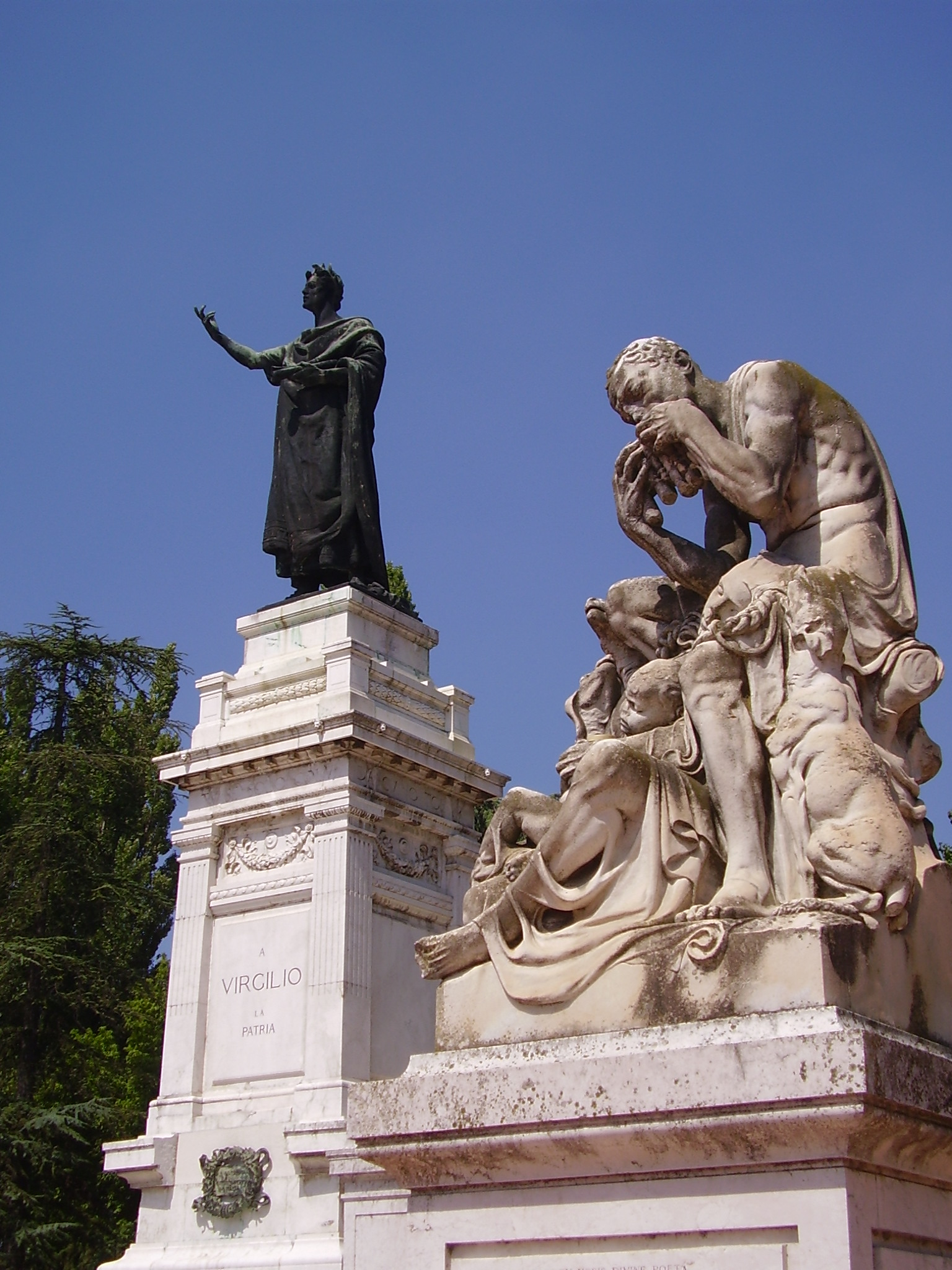
Monumento a Virgilio
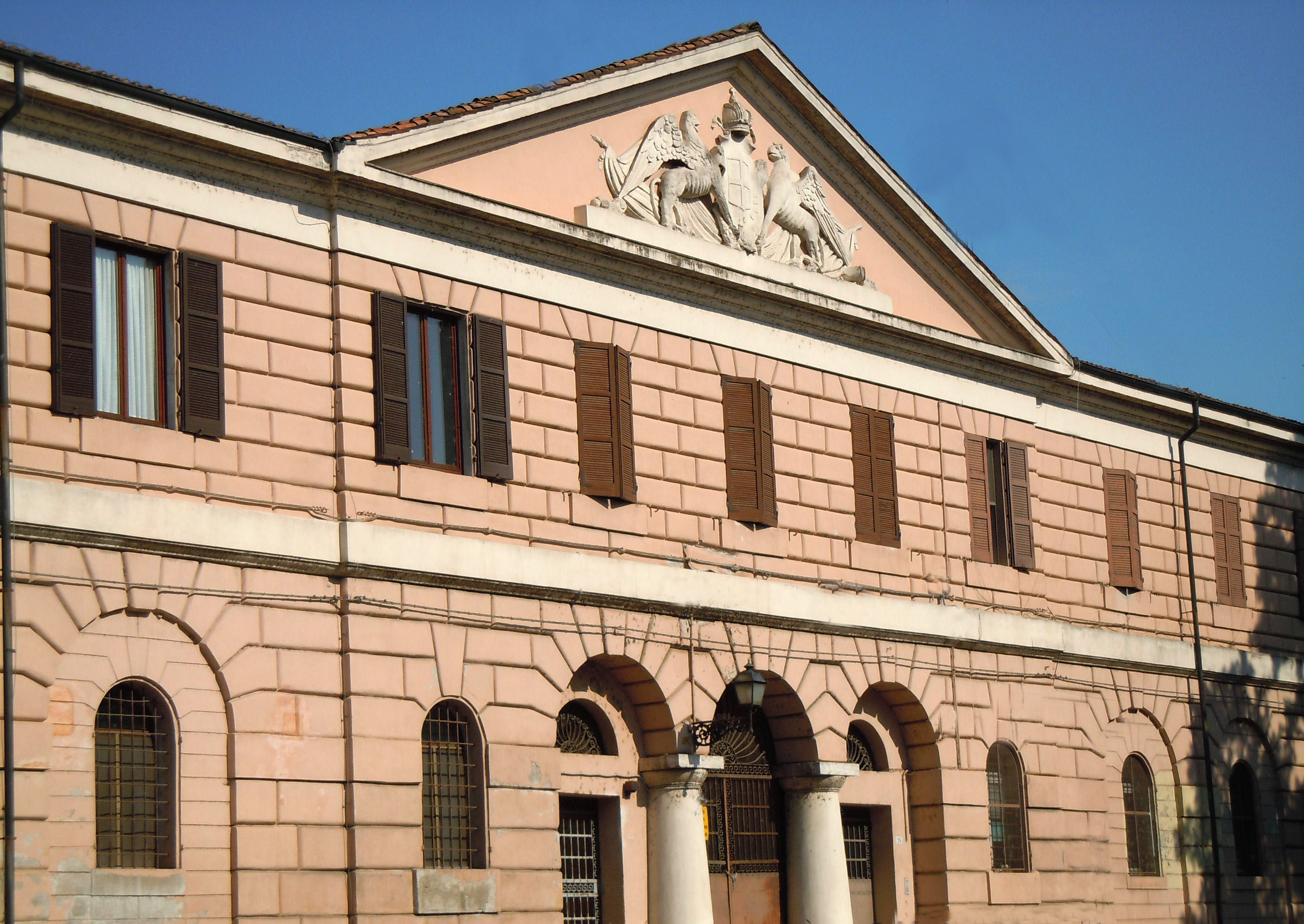
Ospedale Grande di San Leonardo